# Thomas Behrends
Thomas Behrends (* 1967) ist ein deutscher Ökonom.

## Leben
Von 1990 bis 1994 studierte er Wirtschaftswissenschaften an der Universität Paderborn. Seit 2010 ist er Universitätsprofessor für Personal & Organisation am Internationalen Institut für Management der Europa-Universität Flensburg.
Seine Forschungsschwerpunkte sind verhaltenswissenschaftlichen Personal-,  Organisations- und Managementforschung.

## Schriften (Auswahl)
- mit Albert Martin: Organisationsstrukturen als Determinanten des Entscheidungsprozesses in mittelständischen Unternehmen. Lüneburg 1999.
- mit Albert Martin: Die innovative Organisation aus kulturtheoretischer Perspektive. Lüneburg 1999.
- mit Albert Martin: Die empirische Erforschung des Weiterbildungsverhaltens von Unternehmen. Lüneburg 1999, ISBN 3-540-73700-6.
- Organisationskultur und Innovativität. Eine kulturtheoretische Analyse des Zusammenhangs zwischen sozialer Handlungsgrammatik und innovativem Organisationsverhalten. München 2001, ISBN 3-87988-556-7.